# 硝酸铈
硝酸铈(III)（cerium(III) nitrate）是一种无机化合物，以六水合物Ce(NO3)3·6H2O最为常见。

## 性质
无色至浅红色潮解结晶。相对密度4.37。熔点96°C。易溶于水，水溶液呈微酸性中性。溶于醇和丙酮。加热至158°C时失去三个结晶水，继续加热至200°C则分解。

## 制备
用硝酸溶解富铈氢氧化稀土，并用草酸或过氧化氢将四价铈还原为三价，经结晶、分离，制得硝酸铈成品。
{\displaystyle {\rm {\ Ce(OH)_{3}+3HNO_{3}\rightarrow Ce(NO_{3})_{3}+3H_{2}O}}}
硝酸溶解碳酸铈也能制得产物：
Ce2(CO3)3 + HNO3 → Ce(NO3)3 + H2O + CO2↑

## 用途
用作制取其他铈盐的原料、分析试剂、合成试剂、石油催化剂和煤氣燈紗罩添加剂等。

## 拓展阅读
- 杜云艳, 李晓杰, 王小红,等. 硝酸铈爆轰制备球形纳米CeO2颗粒[J]. 爆炸与冲击, 2009, 29(1):41-44.